# Ezgand

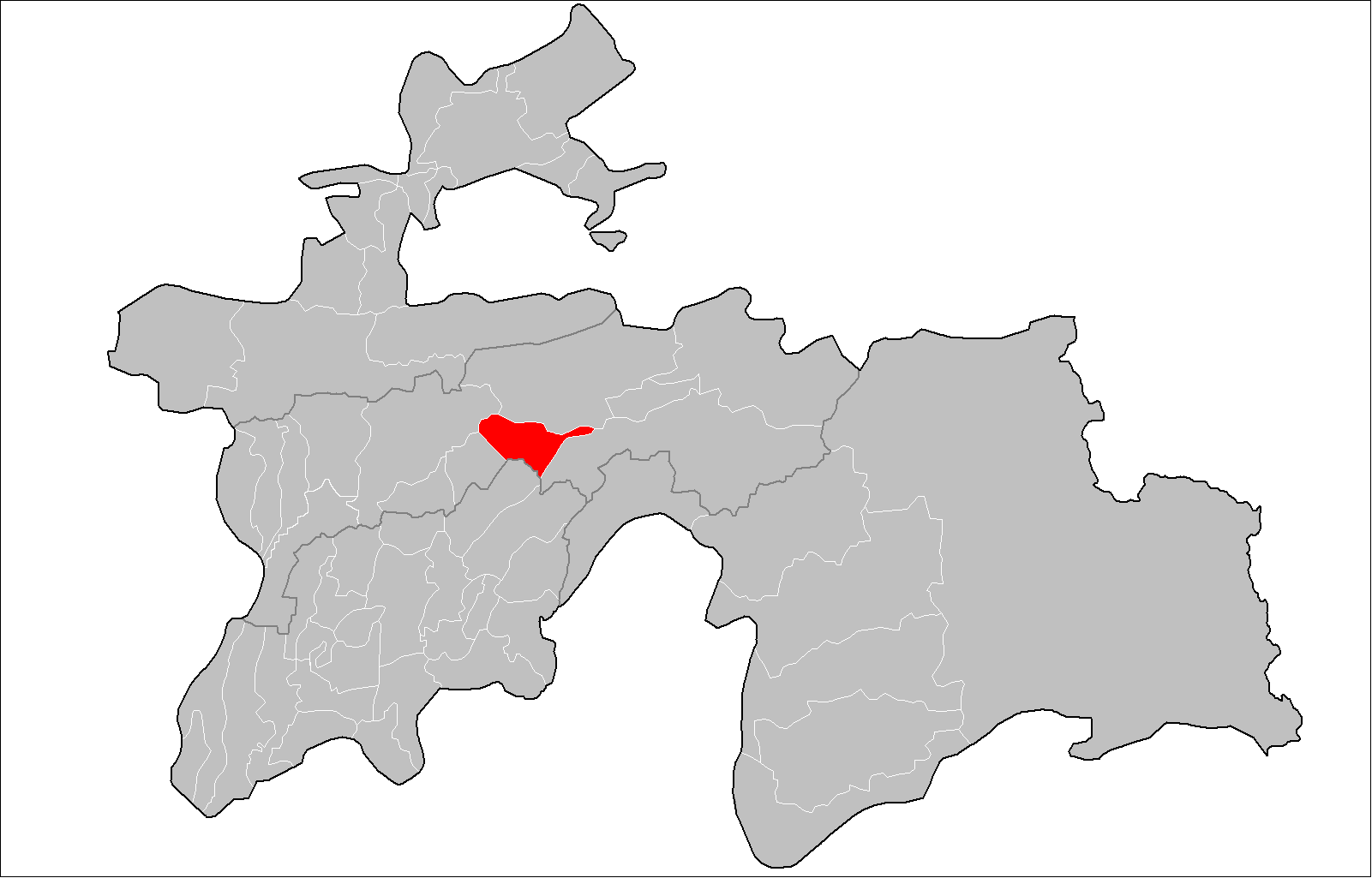
Nurobod distriktet

Ezgand (även Yazgan) är en tätort vid Obikhingoufloden (tadzjikiska: Обихингоу) i centrala Tadzjikistan.

## Geografi
Ezgand ligger i distriktet Nurobod i den forna provinsen Karotegin. Ezgand ligger precis på gränsen mellan Nuroboddistriktet och Tavildaradistriktet. Tavildara är också närmaste staden. Andra byar och städer i närheten är Childara, Kalanak, Sevêlj, Kuranch, Dzhur, Sagirdasht, Kalay-Khusayen, Argankun och Chumdon.  Ezgand ligger nära Tavildara och många åker dit för att jobba.
Närmaste flygplatsen till Ezgand är Darwaz flygplats, 48 kilometer bort, i distriktet Darwaz-e Payin i grannlandet Afghanistan.

### Klimat
Ezgand ligger på närmare 1 600 meters höjd och luften är mycket tunn. Under vintertid brukar det falla relativt mycket snö. Temperaturen varierar ofta kraftigt.